# Řeka
Řeka (in polacco e tedesco Rzeka) è un comune della Repubblica Ceca facente parte del distretto di Frýdek-Místek, nella regione della Moravia-Slesia.